# (21663) Banat
(21663) Banat (1999 RM) – planetoida z grupy pasa głównego asteroid okrążająca Słońce w ciągu 5,34 lat w średniej odległości 3,05 j.a. Odkryta 3 września 1999 roku.